# Tình dục hóa

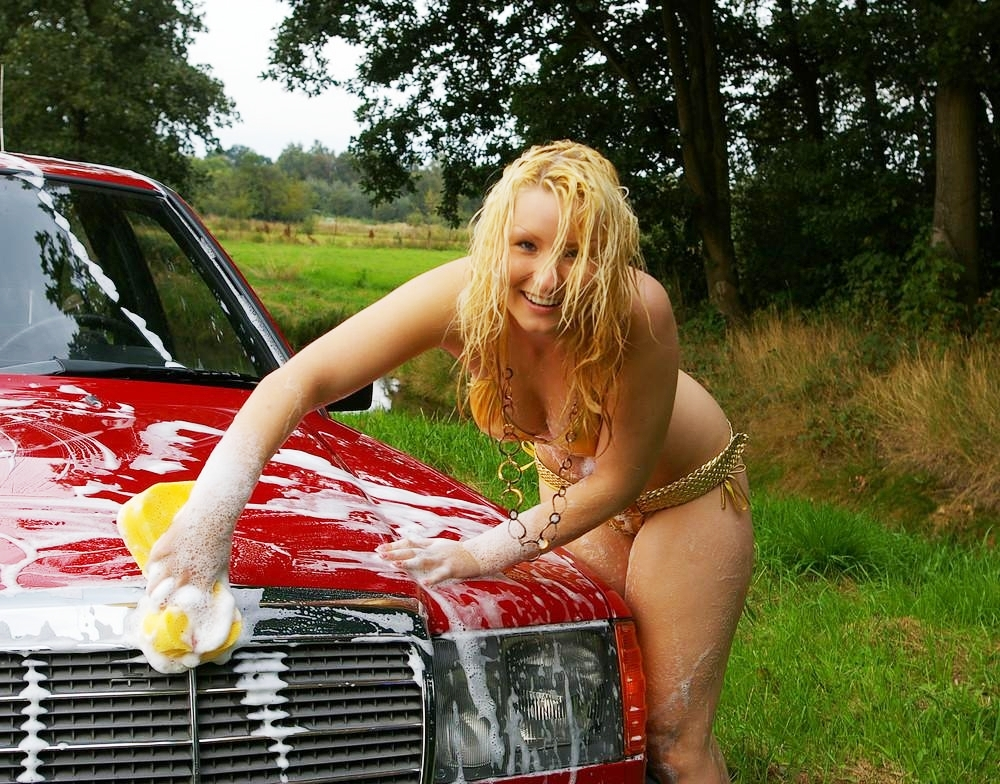
Công việc lau chùi xe cộ không quá đặc biệt, nhưng với xu hướng "tình dục hoá", hình ảnh những cô gái xịt rửa xe đã trở thành biểu tượng gợi cảm, gọi mời bởi họ được hình mẫu hoá là những cô nàng da trắng tóc vàng, ăn mặc quần lót, cơ thể nóng bỏng, người ướt sũng, đầy xà bông và luôn trong tư thế gợi dục

Tình dục hóa (Sexualization) hay phiến diện hóa tình dục là sự nhấn mạnh vào bản chất tình dục của một hành vi hoặc một người, đây là quá trình hoặc hành động khiến một người, một vật thể, một hành vi, hoặc một khái niệm trở nên mang tính tình dục, hoặc được nhìn nhận chủ yếu dựa trên khía cạnh tình dục của nó. Tình dục hóa có liên quan đến đối tượng hóa tình dục (vật hoá tình dục), coi một người chỉ như một đối tượng của ham muốn tình dục, đam mê sắc dục mà bỏ qua phần còn lại của người ta. Theo Hiệp hội Tâm lý học Hoa Kỳ, tình dục hóa xảy ra khi "cá nhân bị coi là đối tượng tình dục và bị đánh giá dựa trên đặc điểm thể chất và sự gợi cảm của họ".

## Đại cương

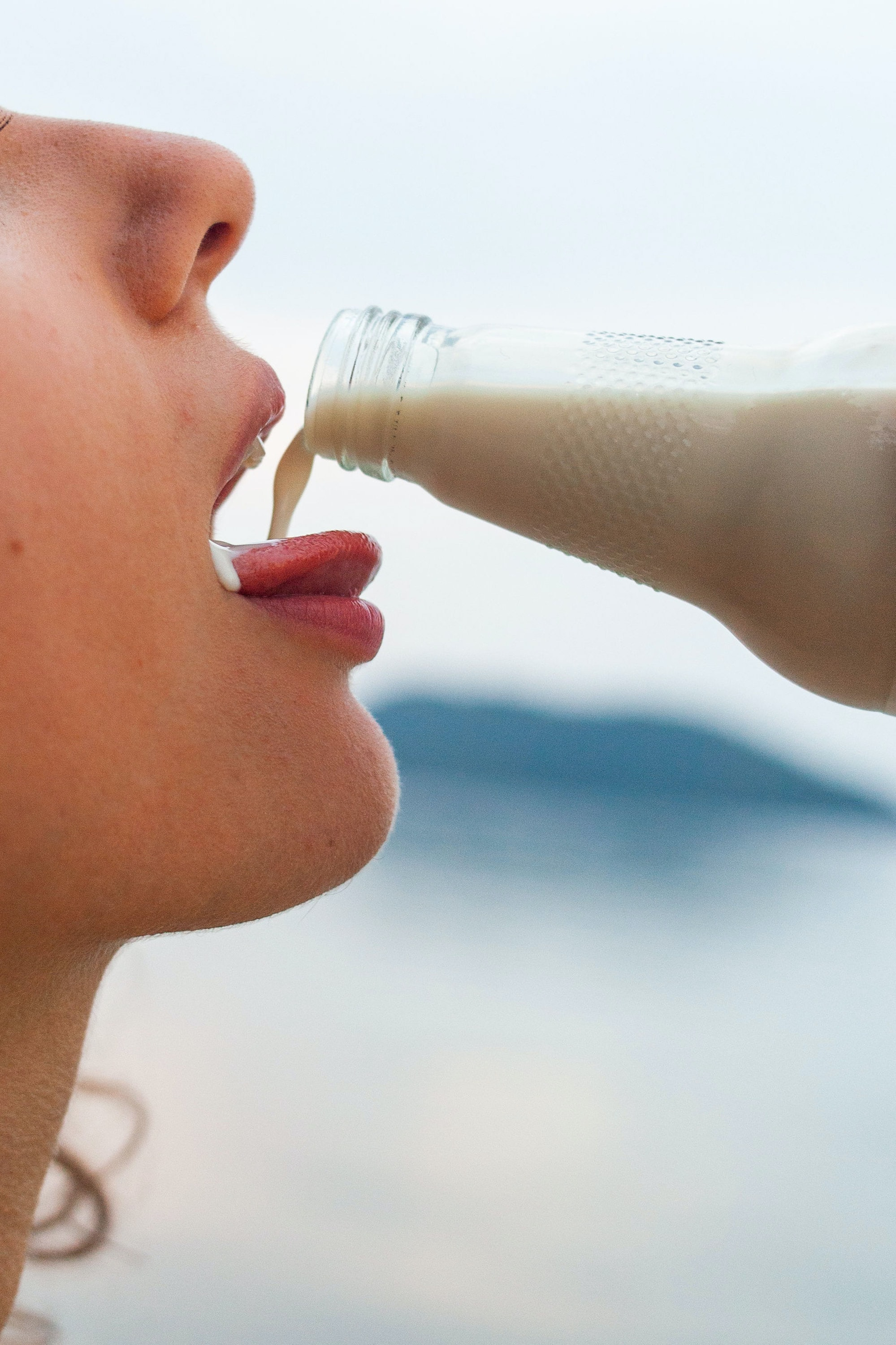
Trang web khiêu dâm (www.sexualalpha.com) đăng ảnh một phụ nữ uống sữa tươi, một hành động bình thường nhưng biểu cảm được liên tưởng đến cảnh uống tinh dịch cho thấy xu hướng "tình dục hoá" ngay cả những cử chỉ đơn giản

Qua nhiều nghiên cứu, các phát hiện đã chỉ ra rằng phụ nữ thường được miêu tả theo hướng gợi dục hơn nam giới (gồm ăn mặc hở hang, với tư thế cơ thể hoặc biểu cảm khuôn mặt ngụ ý sự sẵn sàng lên giường) và bị coi là vật thể (được sử dụng như một vật trang trí, hoặc xem xét họ như một bộ phận cơ thể tách rời và đại diện cho chính người phụ nữ đó thay vì một con người trọn vẹn về ngoại hình, tính cách, tâm hồn). Ngoài ra, một tiêu chuẩn hạn hẹp (và phi thực tế) về vẻ đẹp hình thể được nhấn mạnh rất nhiều. Đây là những hình mẫu nữ tính được đưa ra để các cô gái trẻ học hỏi và noi theo. Tình dục hóa khác với tình dục lành mạnh ở chỗ nó đánh giá con người chỉ dựa trên sự hấp dẫn tình dục dẫn đến giảm giá trị của một người xuống chỉ còn là đối tượng của ham muốn tình dục hoặc công cụ cho mục đích tình dục của người khác. Áp dụng bối cảnh tình dục một cách không phù hợp, nhất là đối với trẻ em, hoặc trong các tình huống mà tình dục không phải là trọng tâm và không có sự đồng thuận. Thúc đẩy các khuôn mẫu giới tính rập khuôn và hạn chế, chẳng hạn, miêu tả phụ nữ hoặc trẻ em gái theo cách gợi dục để phục vụ "ánh mắt đàn ông" (male gaze), bỏ qua các khía cạnh khác của nhân cách.